# Qeqertat
Qeqertat és un nucli de població de Groenlàndia (municipalitat de Qaanaaq) que té 22 habitants. Es troba a l'illa de Harward Ø, a l'interior de Inglefield Bredning al nord-oest de l'illa. Té un climat artic i continental.